# 엘리자베스 볼든
엘리자베스 볼든(Elizabeth Bolden, 존스, 1890년 8월 15일 ~ 2006년 12월 11일)은 미국의 슈퍼센티네리언으로, 116년 118일의 나이로 사망했으며 기네스 세계 기록에 당시 세계 최고령 생존자로 인정되었다.
| 이전 마리아 카포비야 | 세계최고령자 2006년 8월 27일~2006년 12월 11일 | 이후 에밀리아노 메르카도 델 토로 |

| 이전 에마 베로나 존스턴 | 미국최고령자 2004년 12월 1일~2006년 12월 11일 | 이후 에마 틸먼 |

## 생애
엘리자베스 존스는 1890년 테네시 주 서머빌에서 해방된 노예의 딸로 태어났다.
1908년에 그녀가 18세 때에 당시 16세였던 루이스 볼든(1892~1955)과 결혼했으며, 2년 후 그녀가 2년 후 첫 자녀인 제임스 에젤 볼든 시니어(1910년 9월 23일~1986년 9월 18일)를 낳았다. 이 때가 엘리자베스 볼드은 스무살이었고 남편은 열여덟 살이었다. 엘리자베스 볼든과 루이스 볼든은 3명의 아들과 4명의 딸을 두었고 1950년대까지 멤피스 근처 농지에서 목화와 생활 작물을 재배했다.
2006년 볼든 사망 당시 살던 딸은 2008년 90세의 나이로 사망한 에스더 로즈 여왕(1918년생)과 2022년 102세의 나이로 사망한 마미 브리트먼(1920년생)뿐이었다. 2006년 8월 116번째 생일을 맞은 볼든은 손자 40명, 증손자 75명, 증손자 150명, 증손자 220명, 증고증손자 75명 등 총 562명의 가족이 살았다.

## 같이 보기
- 최장수인